# Goshen Township (Clermont County, Ohio)
Goshen Township ist eines von 14 Townships des Clermont Countys im US-Bundesstaat Ohio. Nach der Volkszählung im Jahr 2000 waren hier 13.663 Einwohner registriert.

## Geografie
Goshen Township liegt im äußersten Norden des Clermont Countys im Südwesten von Ohio und grenzt im Uhrzeigersinn an die Townships: Harlan Township im Warren County, Wayne Township, Stonelick Township, Miami Township und Hamilton Township (Warren County).

## Verwaltung
Das Township wird durch ein Board of Trustees, bestehend aus drei gewählten Mitgliedern, verwaltet. Zwei Personen werden jeweils im Jahr nach der Präsidentschaftswahl gewählt und eine jeweils im Jahr davor. Die Amtszeit dauert in der Regel vier Jahre und beginnt jeweils am 1. Januar. Daneben gibt es noch einen Township Clerk (zuständig für Finanzen und Budget), der ebenfalls im Jahr vor der Präsidentschaftswahl auf eine vierjährige Amtszeit gewählt wird. Dessen Amtszeit beginnt jeweils am 1. April.